# Оберг, Джеймс
Джеймс Эдвард (Джим) Оберг (англ. James Edward (Jim) Oberg, родился 7 ноября 1944 года) — американский учёный в области космических исследований, журналист и историк науки, автор ряда трудов о космических программах СССР, России и Китая. На протяжении 22 лет Оберг работал инженером в НАСА, специализировавшимся на стыковках космических кораблей. Известен как автор 10 книг и более 1000 научных статей на тематику полётов в космос, как один из известнейших консультантов в проведении космических полётов и обеспечении их безопасности, а также как журналист-скептик, дающий свои объяснения случаям обнаружения НЛО, отмеченным в прессе.

## Образование и карьера в НАСА
Джим Оберг родился 7 ноября 1944 года в Нью-Йорке. Окончил Уэслианский университет Огайо со степенью бакалавра математики в 1966 году, Северо-Западный университет со степенью магистра прикладной математики (астродинамики в 1969 году (сотрудник НАСА) и Университет Нью-Мексико со степенью магистра компьютерных наук в 1972 году.
Во время учёбы в Северо-Западном университете начал писать докторскую работу по математике, однако в 1970 году был призван в вооружённые силы США.. Он служил до 1975 года в ВВС США, его служба была связана с ядерным и лазерным оружием; в 1972—1975 годах работал в Институте компьютерных наук Министерства обороны США, где участвовал в разработке и испытании ARPANET. После демобилизации перешёл в НАСА, где проработал до 1997 года в Космическом центре имени Линдона Джонсона, специализируясь на полётах «шаттлов». Оберг работал в ЦУП во время ряда миссий (первой из них стала STS-1), специализируясь на процедурах стыковки, а кульминацией его работы стало управление полётом STS-88 — первой миссии по сбору МКС.
В 1990-е годы Оберг по запросу НАСА занялся исследованием советской космической программы, изучая в основном аспекты безопасности. На фоне программ запуска челноков к станции «Мир» для НАСА было крайне важно исследовать все вопросы безопасности. Оберг опубликовал несколько книг о советской и российской космонавтике, став одним из немногих западных высококлассных специалистов по истории космонавтики СССР и России. Он неоднократно выступал перед Конгрессом США с докладами о космонавтике СССР и России.
В 1997 году Оберг уволился из НАСА и занялся журналистской карьерой. Он является консультантом по вопросам безопасности полётов космических кораблей и работает журналистом в области космонавтики.

## Карьера журналиста и писателя
Статьи Оберга публикуются в онлайн-изданиях: он работал корреспондентом в прямом эфире и аналитиком в информационных агентствах United Press International, ABC News и MSNBC, является членом Комитета скептических расследований и консультантом журнала Skeptical Inquirer. Автор более тысячи статей в газетах и журналах, среди которых выделяются The Wall Street Journal, USA Today, Scientific American, Omni, Popular Science, Popular Mechanics, New Scientist, IEEE Spectrum, Air Force Magazine, Star and Sky и другие. Консультант по новостям космонавтики и приглашённый эксперт программ телеканалов NBC News, Discovery Canada и BBC. Снимался в серии «Последний полёт „Колумбии“» документального телесериала «Секунды до катастрофы».
В декабре 1990 года книга Оберга о советской космонавтике «Красная звезда на орбите» (англ. Red Star in Orbit) была экранизирована как три серии научно-популярного сериала «Горизонт». Телеканал WGBH-TV адаптировал выпуски для своего научного телесериала «Nova» в виде мини-сериала из трёх серий под названием «Русские парни что надо» (англ. The Russian Right Stuff, вышедшего в феврале 1991 года. Право на показ «Красной звезды на орбите» выкупил HBO. В том же 1991 году Оберг начал борьбу за признание Роберта Генри Лоуренса-младшего американским космонавтом, и через 6 лет ВВС США признали его таковым.
В 1999 году Оберг выпустил книгу «Теория космической мощи» (англ. Space Power Theory) при финансовой поддержке вооружённых сил США, что было связано с пересмотром отношения к боевым действиям в космосе и применении оружия. Оберг заявил, что космос является уникальной вещью, которая не может быть расширением боевых действий в воздухе. Всего он написал 10 книг, помимо нескольких технических публикаций НАСА, а также несколько энциклопедических статей, которые были опубликованы в таких энциклопедиях, как World Book Encyclopedia, Encyclopædia Britannica (ежегодный выпуск), энциклопедиях издательства Grolier и Academic American Encyclopedia.

## Расследования и высказывания

### Лунный заговор
НАСА в 2002 году дала грант на $15 000 Обергу с целью написать материал, представляющий ответ на теорию «лунного заговора», ставящую под сомнение высадку американцев на Луну, однако отменила это решение после выхода выпуска новостей World News Tonight на ABC, поскольку в том выпуске заявили, что подобные действия не входят в обязанности и не попадают под ответственность НАСА. Оберг, тем не менее, заявил, что если сможет найти спонсоров, то продолжит работу над книгой. По мнению Оберга, в странах, где силён антиамериканизм, чаще всего подвергают критике утверждение о высадке американцев на Луну, и отметил в качестве примера Кубу. Также он считает, что недоверие к НАСА по вопросу высадки на Луну растёт не только из-за новой волны сторонников теорий заговора, но и из-за неумения преподавателей учебных заведений и сотрудников НАСА подавать людям информацию.

### Космическая программа КНДР
В апреле 2012 года Оберг как консультант по космической проблематике NBC прибыл в КНДР для наблюдения за запуском спутника Кванмёнсон-3, поскольку в США полагали, что это может быть запуск боевой баллистической ракеты. По мнению Оберга, который изучил космодром Сохэ, ракету Ынха и спутник, КНДР не демонстрировала мирные намерения и особо ничего важного не показала.

### Уфология
Оберг часто пишет о свидетельствах встречи людей с неопознанными летающими объектами и представляет научное объяснение всякого инцидента или же проверяет его на факт мистификации. По его словам, объяснения каждого инцидента делятся на три вида: части ракет, освещённые солнцем на тёмном небе; фрагменты оболочки космического корабля или снежные хлопья; объекты, выходящие из тени на солнечную сторону словно из-за облаков или из-за горизонта.

#### Все комментарии Оберга к инцидентам
| Дата             | Событие | Объяснение |
| ---------------- | --- | --- |
| 20 февраля 1962  | Джон Гленн наблюдал три объекта во время полёта Меркурий-Атлас-6                                                        | Космический мусор |
| 24 мая 1962      | Скотт Карпентер сфотографировал сигарообразный предмет во время полёта Меркурий-Атлас-7                                 | Выброшенный из капсулы зонд для отслеживания                                                                                            |
| 30 мая 1962      | Лётчик X-15 Джо Уолтон сфотографировал пять дисков                                                                      | Фальшивка, сфабрикованная уфологами и приписанная лётчику-испытателю НАСА Джозефу Уокеру                                                |
| 17 июля 1962     | Лётчик X-15 Роберт Уайт сфотографировал странные объекты рядом с самолётом                                              | Ледяная крошка с топливного бака |
| 3 октября 1962   | Уолтер Ширра сообщил о крупных мерцающих объектах во время полёта Меркурий-Атлас-8 (Индийский океан)                    | Отсвечивавшие облака; возможно неверное толкование слов                                                                                 |
| 16 мая 1963      | Гордон Купер сообщил о зеленоватом НЛО и подозрительном свечении во время полёта Меркурий-Атлас-9                       | Фальсификация; возможно неверное толкование слов                                                                                        |
| 8 марта 1964     | Экипаж советского корабля Восход-2 сообщил о странном объекте, замеченном во время входа в атмосферу Земли              | Искусственный спутник Земли |
| 12 октября 1964  | Сообщения советских космонавтов о быстро двигавшихся дисках                                                             | Фальсификация |
| 3 июня 1965      | Джемини-4, обнаружение НЛО                                                                                              | Фальсификация, созданная уфологами |
| 4 декабря 1965   | Фрэнк Борман и Джим Ловелл с Джемини-7 сфотографировали два НЛО овальной формы                                          | Фальсификация |
| 9 декабря 1965   | Инцидент в Кексбурге | Падение советского спутника Космос-96 (не подтверждается НАСА)                                                                          |
| 18 июля 1966     | Джон Янг и Майкл Коллинз сфотографировали один большой цилиндрический объект и два маленьких во время полёта Джемини-10 | Фальсификация: фотографий не было; со слов космонавтов, были яркие объекты около корабля — остатки ракеты-носителя или другого спутника |
| 12 декабря 1966  | Ричард Гордон и Чарльз Конрад сфотографировали НЛО оранжево-жёлтого цвета во время полёта Джемини-11                    | Искусственный спутник Земли |
| 11 ноября 1966   | Джим Ловелл и Базз Олдрин сообщили о четырёх НЛО в одном ряду во время полёта Джемини-12                                | Мешки с мусором |
| 21 декабря 1968  | Фрэнк Борман и Джим Ловелл сообщили о странном объекте во время полёта Аполлон-8                                        | Космический мусор, отделившийся от ракеты-носителя                                                                                      |
| Май 1969         | Аполлон-10, «космическая музыка»                                                                                        | Помехи в радиосвязи между командным модулем и лунным модулем                                                                            |
| Июль 1969        | Аполлон-11, наблюдения НЛО                                                                                              | Фотографии и расшифровки сфальсифицированы и не соответствуют реально зафиксированным                                                   |
| 14 ноября 1969   | Чарльз Конрад, Алан Бин и Ричард Гордон сообщили об НЛО во время полёта Аполлон-12 на пути к Луне                       | Неправильно истолкован смысл переговоров с ЦУП; отражение Луны                                                                          |
| 20 сентября 1973 | Фотографии Скайлэб-3 | Космический мусор |
| 12 февраля 1980  | Наблюдение НЛО обсерваторией Серро-Тололо в Чили                                                                        | Запуск советского спутника Космос-1164 с космодрома Плесецк                                                                             |
| 14 июня 1980     | Наблюдение НЛО над территорией СССР и Южной Америки                                                                     | Запуск советского спутника Космос-1188                                                                                                  |
| 31 октября 1981  | Наблюдение НЛО над территорией Аргентины и Чили                                                                         | Запуск советского спутника Космос-1317                                                                                                  |
| 7 сентября 1984  | НЛО в Восточной Европе                                                                                                  | Испытания ракетного комплекса «Тополь», запуск МБР                                                                                      |
| Январь/март 1989 | Фобос-2 сфотографировал странные объекты на поверхности Марса                                                           | Долгая тень Фобоса, вызванная в связи с медленным сбором изображения, произведённым радиометром                                         |
| 5 ноября 1990    | Свидетельства экипажей самолётов                                                                                        | Обломки ракеты Протон-К, запущенной для выведения на орбиту спутника «Горизонт»                                                         |
| 15 сентября 1991 | STS-48, неопознанные объекты вокруг                                                                                     | Куски льда рядом с шлейфом подруливающего устройства                                                                                    |
| 28 января 1994   | Свидетельства экипажей самолётов                                                                                        | Запуск российского корабля Прогресс М-21                                                                                                |
| 2 декабря 1996   | STS-80 | Космический мусор |
| Декабрь 1998     | STS-88, «Чёрный рыцарь»                                                                                                 | Часть защитной оболочки шаттла |

### Огнестрельное оружие на борту МКС
Джеймс Оберг написал ряд статей, в которых выступал против того, чтобы на борту МКС находилось огнестрельное оружие типа ТП-82, входящее в СОНАЗ. По его словам, оружие на борту могло привести к несчастным случаям, и лучше было бы разместить его в специальном отсеке снаружи капсулы с космонавтами, который был бы доступен только после приземления. В 2014 году итальянская женщина-космонавт Саманта Кристофоретти сказала, что хотя пистолет формально числится в СОНАЗ, перед каждым полётом на МКС принимается решение о том, брать ли его на борт или нет.

## Личная жизнь
Оберг женился в 1969 году, живёт со своей супругой Элсестис в Дикинсоне (штат Техас). Есть двое сыновей (р. 1977 и 1984). Оберг владеет английским, русским, французским и латынью, изъясняется на немецком, шведском, испанском, казахском и японском.

## Награды и звания
- Дважды победитель национальной космической премии имени Годдарда[5]
- Обладатель первого и второго призов Американского общества редакторов бизнес-издательств (май 2000)[5]
- Лауреат приза журнала New Scientist — 1000-фунтовой бутылки виски Cutty Sark за статью об НЛО[43]
- Член Комитета скептических расследований[3]
- Член Британского межпланетного общества[3][4]
- Член Российской академии космонавтики[3] (первый иностранец)[4]
- Член Американского института аэронавтики и астронавтики[англ.][3]

### Книги
1. Oberg, James; Edmondson, Harold. Famous Spaceships of Fact and Fantasy (неопр.). — Kalmbach Publishing Company[англ.], 1979. — ISBN 9780890245392.
2. Oberg, James. New Earths: Restructuring Earth and Other Planets (англ.). — Harrisburg, PA: Stackpole Books[англ.], 1981. — ISBN 978-0-452-00623-2.
3. Oberg, James. Red Star in Orbit (неопр.). — New York: Random House, 1981. — ISBN 978-0-394-51429-1.
4. Oberg, James. Mission to Mars: Plans and Concepts for the First Manned Landing (англ.). — Harrisburg, PA: Stackpole Books[англ.], 1982. — ISBN 978-0-81170-432-8.
5. Oberg, James. UFO's and Outer Space Mysteries: A Sympathetic Skeptic's Report (англ.). — Norfolk, VA: Donning Company Publishers, 1982. — ISBN 978-0-89865-102-7.
6. Oberg, James. The New Race for Space: The U.S. and Russia Leap to the Challenge for Unlimited Rewards (англ.). — Harrisburg, PA: Stackpole Books[англ.], 1984. — ISBN 978-0-8117-2177-6.
7. Oberg, James; Oberg, Alcestis R. Pioneering Space: Living on the Next Frontier (англ.). — New York: McGraw-Hill Education, 1986. — ISBN 978-0-07-048039-1.
8. Oberg, James. Uncovering Soviet Disasters: Exploring the Limits of Glasnost (англ.). — New York: Random House, 1988. — ISBN 978-0-394-56095-3.
9. Oberg, James; Sullivan, Brian R. Space Power Theory (неопр.). — Colorado Springs, CO: US Air Force Academy, 1999.
10. Oberg, James. Star-Crossed Orbits: Inside the U.S.-Russian Space Alliance (англ.). — New York: McGraw-Hill Education, 2001. — ISBN 978-0-07137-425-5.

### Готовящиеся к публикации книги[44]
- The Mars Conquest
- Red Stars in Orbit